# Nordvest (film)
 For alternative betydninger, se Nordvest. (Se også artikler, som begynder med Nordvest)
Nordvest er et dansk actiondrama fra 2013, instrueret af Michael Noer og skrevet sammen med Rasmus Heisterberg. Nordvest er bl.a. Noers første soloprojekt som spillefilminstruktør, efter han instruerede den anmelderroste fængselsfilm R (2010) sammen med Tobias Lindholm.
Historien tager udgangspunkt i den 18-årig indbrudstyv Casper, der bor sammen med sin mor, bror og lillesøster i den berygtede bydel Nordvestkvarteret. Hælervarerne sælger han sammen med sin makker Robin til den banderelateret indvandrer Jamal. En dag støder Casper dog ind i den rockerrelaterede alfons Bjørn, og her åbner der sig nye muligheder, og han bliver snart en integreret del af et nyt og større kriminelt hierarki. Men Jamal har ikke glemt sin tidligere samarbejdspartner, og imens rivaliseringen intensiveres, inddrages Casper og hans lillebror mere og mere i underverdenens voldsomme magtkampe.
Nordvest blev modtaget med gode anmeldelser. Den endte med at sælge 97.452 biografbilletter i Danmark og har vundet priser bl.a. ved den franske Festival de Beaune og den rumænske Transilvania International Film Festival. Nordvest fik verdenspremiere på Rotterdam Internationale Filmfestival i januar 2013 og var desuden åbningsfilmen ved den københavnske filmfestival CPH:PIX den 10. april 2013.

## Handling
I Københavns berygtede Nordvestkvarter bor den 18-årig Casper (Gustav Dyekjær Giese) sammen med sin mor Olivia (Lene Maria Christensen), lillebroren Andy (Oscar Dyekjær Giese) og lillesøsteren Freja. Hverdagene går primært med at hænge ud og begå indbrud i pragtvillaer i Nordsjælland sammen med sin faste makker Robin (Kidd). Hælervarerne sælger de til indvandreren Jamal (Dulfi Al-Jabouri), der styrer en mindre bande i kvarteret. Casper er dog træt af at blive snydt økonomisk af Jamal hele tiden, og ind på scenen træder den rockerrelaterede alfons Bjørn (Roland Møller), som tilbyder Casper bedre betaling for sine tyvekoster.
Først er Casper dog ikke interesseret, men da Jamals folk banker hans lillebror Andy, får han nok. Han indtræder efterfølgende i Bjørns kriminelle miljø, der består af østeuropæiske ludere og kokainhandel. Hurtigt avancerer han sig til luderchauffør og kokaindealer. Men Jamal har ikke glemt sin tidligere samarbejdspartner, og da spændingerne mellem Bjørn og Jamal optrappes, forandrer det Caspers barndomskvarter til en regulær kampplads. Casper er nu fanget i en konflikt som truer med at ødelægge ham og hans familie.

## Medvirkende
- Gustav Dyekjær Giese som Casper, en 18-årig indbrudstyv
- Oscar Dyekjær Giese som Andy, den 17-årige lillebror til Casper
- Lene Maria Christensen som Olivia, en lavtlønnet mor til tre børn
- Annemieke Bredahl Peppink som Freja, Casper og Andys 8-årig lillesøster
- Nicholas Westwood Kidd som Robin, Caspers faste makker
- Roland Møller som Bjørn, den aggressive, rockerrelaterede alfons
- Dulfi Al-Jabouri som Jamal, en af kvarterets bandeledere og hæler
- Ali Abdul Amir Najel som Ali, et af Jamals bandemedlemer
- Sandra El-Hussein som Irem, en ung pige der sommetider dater Casper
- Clement Blach Petersen som Theis, en voldelig sympatisør

## Modtagelse
Nordvest blev hovedsageligt mødt med gode anmeldelser. Den er blandt andet blevet sammenlignet med Nicolas Winding Refns Pusher – kaldt som en ny generations »Pusher« og den er også blevet sammenlignet med Thomas Vinterbergs Submarino. Jacob Wendt Jensen fra Berlingske gav den 5 stjerner og skrev: "Et socialrealistisk næsten-mesterværk er født, og havde manuskriptet ikke hostet en lillebitte smule til sidst i filmen, kunne man fjerne ordet 'næsten'", og filmanmelder Henrik Queitsch fra Ekstra Bladet gav den også 5 stjerner og skrev: "... et emotionelt vedkommende og ualmindeligt veludført karakterbåret drama...". Nanna Frank Rasmussen fra Jyllands-Posten gav 4 stjerner og skrev: "Hvis det ikke var for skuespillet, især af Gustav Dyekjær Giese og Møller, ville den være på nippet til at nærme sig det ordinære. Deres ansigter og samspil er dog ikke lige til at glemme. [...] Det er skuespillernes tryllebindende, rastløse energi, man får mest ud af, når turen går til Nordvest." Både BT og Politiken gav den 5 stjerner.
Rikke Rottensten fra Kristeligt Dagblad var dog ikke så begejstret: "Trods gode præstationer er Nordvest ret forudsigelig – måske fordi fiktionen bliver for realistisk. Det havde været mere interessant at følge en af filmens biroller end at se på Casper, der bliver ved med at være en god dreng gennem hele filmen." Liselotte Michelsen fra Dagbladet Information skrev: "Det er lidt distraherende at genkende rapperen Kidd og jungle-divaen Irina i biroller, men kan man se bort fra det, er castet lige i øjet. Roland Møller fylder lærredet med en uhyggelig kombination af lun jovialitet og voldspsykopatisk temperament. Og Gustav Dyekjær Giese, der ingen skuespilserfaring eller -uddannelse har, bærer hovedrollen imponerende godt for en ung amatør. Michael Noer kan noget helt særligt, når det gælder personinstruktion og autenticitet."

## DVD-udgivelse
Nordvest er udkommet på DVD og Blu-ray.